# Karl von Lilljeström
Karl Friedrich Gustav von Lilljeström (* 3. September 1787 in Stralsund; † 24. Dezember 1852 in Königsberg) war ein preußischer Generalleutnant.

## Leben

### Herkunft
Die Familie Lilljeström (Lilienström) ist ein altes nordisches Geschlecht, zu dem auch der Präsident der schwedisch-pommerschen Regierung Johann Nicodemus von Lilljeström († 1657) gehörte. Seine Eltern waren der schwedische Major Thure Diedric von Lilljeström und dessen Ehefrau Juliane Sophie Karoline, geborene von Schmalensee (1754–1820).

### Militärkarriere
Lilljeström erhielt seine schulische Bildung auf dem Gymnasium in Stralsund. Er trat danach in preußische Dienste und wurde am 15. Dezember 1801 Gefreitenkorporal im Infanterieregiment „von Borcke“. Am 6. August 1803 wurde er Portepeefähnrich und am 15. Oktober 1804 Fähnrich. Im Vierten Koalitionskrieg kämpfte er bei Jena und Lübeck sowie bei der Verteidigung von Kolberg.
Nach dem Frieden von Tilsit wurde Lilljeström am 27. Dezember 1807 zum leichten Bataillon „von Schill“ versetzt. Mit Patent vom 21. Oktober 1804 wurde er am 20. August 1808 als Sekondeleutnant in das Leib-Infanterie-Regiment versetzt. Dort avancierte er am 5. April 1812 zum Premierleutnant und nahm 1812 am Preußischen Feldzug gegen Russland teil. Er kämpfte bei der Belagerung von Riga und den Gefechten bei Dahlenkirchen, Gräfenthal und Tomczno. Für Dahlenkirchen erhielt Lilljeström am 30. Oktober 1812 den Orden Pour le Mérite. Am 16. Juni 1813 wurde er zum Stabskapitän befördert und am 19. Juni 1813 in das 2. Garde-Regiment zu Fuß versetzt. Während der Befreiungskriege kämpfte er in den Schlachten bei Großgörschen, Bautzen, Dresden, Leipzig, Brienne, Arcis-sur-Aube und Paris, ferner in den Gefechten bei Königswartha, Pfannendorf und Obergraupen. Für Leipzig erhielt Lilljeström das Eiserne Kreuz II. Klasse. Bei Paris wurde er verwundet und mit dem Orden der Heiligen Anna II. Klasse sowie dem Ritterkreuz des Militär-Max-Joseph-Ordens ausgezeichnet.
Am 8. April 1815 wurde er zum Hauptmann und Kompaniechef ernannt. Am 18. März 1816 erfolgte die Beförderung zum Major und am 6. März 1817 kommandierte man ihn zur Dienstleistung in den Generalstab der Brigade nach Stettin. Am 30. März 1818 wurde er dem 2. Garde-Regiment zu Fuß aggregiert und zur Dienstleistung in den Generalstab der 3. Division kommandiert. Am 3. April 1820 wurde er dann in den Generalstab der 3. Division einrangiert, kam aber bereits am 30. März 1821 in den Generalstab des VII. Armee-Korps. Von dort wurde er am 18. Mai 1825 dem 13. Infanterie-Regiment zur Dienstleistung zugeteilt und am 13. Januar 1827 dann als Bataillonskommandeur in das 16. Infanterie-Regiment versetzt. Mitte Mai 1827 kam Lilljeström im Tausch mit Friedrich von Delitz als Bataillonskommandeur in das 15. Infanterie-Regiment. Im Jahr 1828 erhielt er das Dienstkreuz. Am 30. März 1830 wurde er mit Patent vom 3. April 1830 Oberstleutnant. Am 30. März 1832 beauftragte man ihn mit der Führung des 15. Infanterie-Regiments und am 19. Februar 1833 wurde Lilljeström zum Kommandeur ernannt. Am 30. März 1834 erfolgte seine Beförderung zum Oberst. Fünf Jahre später wurde er Kommandeur der 1. Landwehr-Brigade und in dieser Stellung am 10. September 1840 zum Generalmajor befördert. Am 31. März 1846 wurde er dann als Kommandant in die Festung Graudenz versetzt. Dort erhielt Lilljeström am 6. August 1851 den Stern zum Roten Adlerorden II. Klasse mit Eichenlaub. Am 15. Dezember 1851 konnte er dann noch sein 50-jähriges Dienstjubiläum feiern. Am 15. Juli 1852 erhielt er seinen Abschied als Generalleutnant mit gesetzlicher Pension. Er starb aber bereits unverheiratet am 27. Dezember 1852 in Königsberg.